# لورنس رينبيك
لورنس رينبيك (بالهولندية: Laurens Rijnbeek)‏ هو لاعب كرة قدم هولندي في مركز الدفاع، ولد في 22 مايو 1981 في آرنم في هولندا. لعب مع VV Bennekom ‏.